# Centro de resistência
Em ciência militar, um centro de resistência (CR) constitui uma rede formada por pontos de apoio, trincheiras e outras obras de organização do terreno num setor defensivo, capazes de se apoiarem mutuamente e de oferecerem resistência caso o inimigo consiga ultrapassar a primeira linha de defesa.
O conceito de CR foi desenvolvido durante a guerra de trincheiras, na Frente Ocidental da Primeira Guerra Mundial, no âmbito do sistema de defesa em profundidade.
Nas linhas aliadas da Primeira Guerra Mundial, cada CR congregava todas as posições defensivas de um determinado setor, desde a primeira à terceira linha.
Em termos de organização, cada CR seria guarnecido por um batalhão, dispondo de um posto de comando e de um ou mais postos de observação. Cada uma das companhias do batalhão seria responsável por guarnecer um dos pontos de apoio do CR.